# انتخابات حكام الولايات المتحدة 2024
أُجريت انتخابات حكام الولايات المتحدة في 5 نوفمبر 2024 في 11 ولاية وإقليمين. وكانت الانتخابات السابقة لحكام هذه الولايات قد عُقدت في عام 2020، باستثناء ولايتي نيوهامبشر وفيرمونت، حيث يتم انتخاب الحكام كل عامين، ولذلك أُجريت فيهما الانتخابات السابقة في عام 2022. بالإضافة إلى انتخابات الولايات، شهدت أراضي ساموا الأمريكية وبورتو ريكو أيضًا انتخابات لاختيار حكامهما. وتميزت هذه الدورة بكونها المرة الأولى منذ عام 1988 التي يفوز فيها مرشح جمهوري بمنصب حاكم ساموا الأمريكية، كما أنها المرة الأولى منذ عام 1996 التي يخسر فيها حاكم حالي هناك إعادة انتخابه.
وقد جرت هذه الانتخابات بالتزامن مع الانتخابات الرئاسية لعام 2024، وانتخابات مجلسي النواب والشيوخ، إضافة إلى العديد من الانتخابات المحلية والولائية. وتُعد هذه الدورة الانتخابية الأولى منذ عام 2017 التي لم يترشح فيها أي حاكم ديمقراطي حالي لإعادة انتخابه. ومع خسارة حاكم بورتو ريكو، بيدرو بييرلويزي، في الانتخابات التمهيدية، كانت هذه أول دورة انتخابية منذ عام 2020 يخسر فيها حاكم حالي ترشيحه من حزبه، وكان ذلك أيضًا في بورتو ريكو.
وتُعد انتخابات 2024 كذلك الأولى منذ عام 2015 التي لم تشهد أي تغيير صافٍ في عدد حكام الولايات الذين ينتمي كل منهم إلى حزب معين، كما أنها الأولى منذ عام 2011 التي لم ينتقل فيها منصب الحاكم من حزب إلى آخر في أي ولاية. ومع ذلك، انتقل كلا منصبي الحاكم في الإقليمين (ساموا الأمريكية وبورتو ريكو) من السيطرة المرتبطة بالحزب الديمقراطي إلى السيطرة المرتبطة بالحزب الجمهوري.

## التركيبة الحزبية
قبل الانتخابات، هناك 27 حاكمًا جمهوريًا و23 حاكمًا ديمقراطيًا في الولايات المتحدة. تتكون هذه الفئة من الحكام من 8 جمهوريين و3 ديمقراطيين. يدافع الجمهوريون عن مقعدين في ولايتين فاز بهما جو بايدن في عام 2020 (نيوهامشير وفيرمونت) بينما يدافع الديمقراطيون عن مقعد واحد في ولاية فاز بها دونالد ترامب في عام 2020 (كارولينا الشمالية).

## توقعات الانتخابات
نشرت عدة مواقع وأفراد توقعات للمقاعد التنافسية. نظرت هذه التوقعات في عوامل مثل قوة الحاكم الحالي (إذا كان الحاكم الحالي يترشح لإعادة الانتخاب)، قوة المرشحين، والانحياز الحزبي للدولة (الذي يُعكس جزئيًا من خلال تصنيف مؤشر التصويت الحزبي لكوك). خصصت التوقعات تقييمات لكل مقعد، حيث يشير التقييم إلى الميزة المتوقعة للحزب في الفوز بذلك المقعد.
تستخدم معظم توقعات الانتخابات:
- "مسألة حظ": لا ميزة
- "ميل" (تستخدمه بعض التوقعات): ميزة ليست قوية مثل "ميل طفيف"
- "ميل طفيف": ميزة طفيفة
- "مرجح": ميزة كبيرة، ولكن يمكن التغلب عليها
- "مضمون" أو "ثابت": فرصة شبه مؤكدة للفوز

| الولاية          | PVI  | الحاكم الحالي              | آخر سباق | كوك 15 أكتوبر, 2024 | IE 26 سبتمبر, 2024 | ساباتو 4 نوفمبر, 2024 | RCP 1 أكتوبر, 2024 | ED 4 نوفمبر, 2024 | CNalysis 1 نوفمبر, 2024 | النتيجة |
| ---------------- | ---- | -------------------------- | -------- | ------------------- | ------------------ | --------------------- | ------------------ | ----------------- | ----------------------- | ------- |
| ديلاوير          | D+7  | جون كارني (محدود المدة)    | 59.5% د  | ثابت د              | ثابت د             | مضمون د               | ثابت د             | مضمون د           | ثابت د                  | TBD     |
| إنديانا          | R+11 | إريك هولكومب (محدود المدة) | 56.5% ج  | مرجح ج              | مرجح ج             | مرجح ج                | مرجح ج             | مضمون ج           | مرجح ج                  | TBD     |
| ميزوري           | R+10 | مايك بارسون (محدود المدة)  | 57.1% ج  | ثابت ج              | ثابت ج             | مضمون ج               | مرجح ج             | مضمون ج           | ثابت ج                  | TBD     |
| مونتانا          | R+11 | غريغ جيانفورتي             | 54.4% ج  | ثابت ج              | ثابت ج             | مضمون ج               | مرجح ج             | مضمون ج           | ثابت ج                  | TBD     |
| نيوهامشير        | D+1  | كريس سونو (محدود المدة)    | 57.0% ج  | مسألة حظ            | مسألة حظ           | ميل طفيف ج            | مسألة حظ           | ميل طفيف ج        | ميل طفيف ج              | TBD     |
| نورث كارولاينا   | R+3  | روي كوبج (محدود المدة)     | 51.5% د  | مرجح د              | مرجح د             | مرجح د                | مرجح د             | مضمون د           | ثابت د                  | TBD     |
| نورث داكوتا      | R+20 | دوغ بورغوم (محدود المدة)   | 65.8% ج  | ثابت ج              | ثابت ج             | مضمون ج               | ثابت ج             | مضمون ج           | ثابت ج                  | TBD     |
| يوتا             | R+13 | سبنسر كوك                  | 63.0% ج  | ثابت ج              | ثابت ج             | مضمون ج               | ثابت ج             | مضمون ج           | ثابت ج                  | TBD     |
| فيرمونت          | D+16 | فيل سكوت                   | 69.2% ج  | ثابت ج              | ثابت ج             | مضمون ج               | ثابت ج             | مضمون ج           | ثابت ج                  | TBD     |
| واشنطن           | D+8  | جاي إنسلي (محدود المدة)    | 56.6% د  | مرجح د              | مرجح د             | مرجح د                | مرجح د             | مضمون د           | ثابت د                  | TBD     |
| فيرجينيا الغربية | R+22 | جيم جاستس (محدود المدة)    | 63.5% ج  | ثابت ج              | ثابت ج             | مضمون ج               | ثابت ج             | مضمون ج           | ثابت ج                  | TBD     |

## ملخص السباق

### الولايات
| الولاية            | الحاكم         | الحزب    | أول انتخاب | الحالة                                                       | المرشحون |
| ------------------ | -------------- | -------- | ---------- | ------------------------------------------------------------ | --- |
| ديلاوير            | جون كارني      | ديمقراطي | 2016       | الحاكم الحالي محدود المدة. انتُخب حاكم جديد. احتفاظ ديمقراطي. | - ▌ مات ماير (ديمقراطي) 56.1% - ▌مايكل رامون (جمهوري) 43.9% |
| إنديانا            | إريك هولكومب   | جمهوري   | 2016       | الحاكم الحالي محدود المدة. انتُخب حاكم جديد. احتفاظ جمهوري.   | - ▌ مايك براون (جمهوري) 54.5% - ▌جينيفر مكورميك (ديمقراطية) 41.0% - ▌دونالد رينواتر (ليبرتاري) 4.5%                                                                                  |
| ميزوري             | مايك بارسون    | جمهوري   | 2018       | الحاكم الحالي محدود المدة. انتُخب حاكم جديد. احتفاظ جمهوري.   | - ▌ مايك كيو (جمهوري) 59.2% - ▌كريستال كواد (ديمقراطية) 38.7% - ▌بيل سلانتز (ليبرتاري) 1.4% - ▌بول ليهمان (خضر) 0.8%                                                                 |
| مونتانا            | غريغ جيانفورتي | جمهوري   | 2020       | أُعِيد انتخاب الحاكم الحالي جديد.                              | - ▌ غريغ جيانفورتي (جمهوري) 59.0% - ▌رايان بوسيه (ديمقراطي) 38.5% - ▌كايسر ليب (ليبرتاري) 2.5%                                                                                       |
| نيو هامبشاير ‏      | كريس سونونو    | جمهوري   | 2016       | الحاكم الحالي تقاعد. انتُخب حاكم جديد. احتفاظ جمهوري.         | - ▌ كيلي أيوت (جمهورية) 53.6% - ▌جويز كرايغ (ديمقراطية) 44.3% - ▌ستيفن فيليي (ليبرتاري) 2.1%                                                                                         |
| كارولاينا الشمالية | روي كوبر       | ديمقراطي | 2016       | الحاكم الحالي محدود المدة. انتُخب حاكم جديد. احتفاظ ديمقراطي. | - ▌ جوش شتاين (ديمقراطي) 54.8% - ▌مارك روبنسون (جمهوري) 40.2% - ▌مايك روس (ليبرتاري) 3.1% - ▌فينّي سميث (دستور) 1.0% - ▌واين تيرنر (خضر) 0.9%                                         |
| داكوتا الشمالية    | دوغ بورغوم     | جمهوري   | 2016       | الحاكم الحالي تقاعد. انتُخب حاكم جديد. احتفاظ جمهوري.         | - ▌ كيلي أرمسترونغ (جمهوري) 68.4% - ▌ميريل بيبكورني (ديمقراطي-NPL) 26.0% - ▌مايكل كوتشمان (مستقل) 5.6%                                                                               |
| يوتا               | سبنسر كوكس     | جمهوري   | 2020       | أُعِيد انتخاب الحاكم الحالي جديد.                              | - ▌ سبنسر كوكس (جمهوري) 55.8% - ▌براين كينغ (ديمقراطي) 30.5% - ▌فيل ليمان (مكتوب) 8.9% - ▌روبرت لاثام (ليبرتاري) 2.7% - ▌تومي ويليامز (أمريكي مستقل) 1.8% - ▌توم توميني (مستقل) 0.4% |
| فيرمونت            | فيل سكوت       | جمهوري   | 2016       | أُعِيد انتخاب الحاكم الحالي جديد.                              | - ▌ فيل سكوت (جمهوري) 73.4% - ▌إستير تشارليستين (ديمقراطية) 21.8% - ▌كيفن هويت (مستقل) 2.6% - ▌جون غودباند (جبلي أخضر) 1.2% - ▌إيلي موتينو (مستقل) 0.7%                              |
| واشنطن             | جيه. إنسلي     | ديمقراطي | 2012       | الحاكم الحالي تقاعد. انتُخب حاكم جديد. احتفاظ ديمقراطي.       | - ▌ بوب فيرغسون (ديمقراطي) 56.2% - ▌دايف رايشر (جمهوري) 43.8% |
| فيرجينيا الغربية   | جيم جاستس      | جمهوري   | 2016       | الحاكم الحالي محدود المدة. انتُخب حاكم جديد. احتفاظ جمهوري.   | - ▌ باتريك مورسيا (جمهوري) 62.1% - ▌ستيف ويليامز(ديمقراطي) 31.5% - ▌إريكا كولينتش (ليبرتاري) 2.9% - ▌مارشال ويلسون (دستور) 2.2% - ▌تشيس لينكو-لوبر (جبلي) 1.3%                       |

### الأقاليم
| الولاية         | الحاكم              | الحزب                | أول انتخاب | الحالة                                                                         | المرشحون |
| --------------- | ------------------- | -------------------- | ---------- | ------------------------------------------------------------------------------ | --- |
| ساموا الأمريكية | ليمانو بيليتي ماوغا | مستقل                | 2020       | الحاكم الحالي مرشح.                                                            | - ▌ليمانو بيليتي ماوغا (NP/ديمقراطي) - ▌بولا نيكولاو بولا (NP/جمهوري)                                                                                      |
| بورتو ريكو      | بيدرو بيرلويزي      | الحزب التقدمي الجديد | 2020       | الحاكم الحالي خسر إعادة الترشيح. انتُخب حاكم جديد. احتفاظ الحزب التقدمي الجديد. | - ▌ جينيفر غونزاليس-كولون (PNP) - ▌خوان دالماؤ (PIP) - ▌خيسوس مانويل أورتيز (PPD) - ▌خافيير خيمينيز (PD) - ▌خافيير كوردوفا إتورريغي (حركة انتصار المواطن ‏) |

## ديلاوير
أُعِيد انتخاب جون كارني لفترة ثانية في 2020 بنسبة 59.5% من الأصوات. سيكون محدود المدة بموجب دستور ديلاوير في 2024 ولا يمكنه الترشح لولاية ثالثة. هزم المدير التنفيذي لمقاطعة نيو كاسل مات ماير نائبة الحاكم بيثاني هول-لونغ ورئيس الاتحاد الوطني للحياة البرية والسكرتير السابق لوزارة الموارد الطبيعية وحماية البيئة في ديلاوير كولين أومارا للحصول على ترشيح الحزب الديمقراطي، بينما هزم زعيم الأقلية في مجلس النواب في ديلاوير مايكل رامون ضابط الشرطة جيري برايس والمقاول بوبي ويليامسون للحصول على ترشيح الحزب الجمهوري.

## إنديانا
أُعيد انتخاب إريك هولكومب، حاكم إنديانا، في انتخابات حاكم إنديانا 2020 بنسبة 57% من الأصوات. سيكون محدود المدة بموجب دستور إنديانا في 2024 ولا يمكنه الترشح لولاية ثالثة متتالية. فاز مايك براون، عضو مجلس الشيوخ الأمريكي، بترشيح الحزب الجمهوري، متغلبًا على نائبة حاكم إنديانا سوزان كراوتش، والرئيس السابق لـشركة تطوير الاقتصاد في إنديانا إريك دودن، والمدعي العام السابق كورتيس هيل.
فازت جينيفر مكورميك، المديرة السابقة للمدارس العامة في إنديانا، بترشيح الحزب الديمقراطي، بعد أن غيرت انتماءها الحزبي في عام 2021.

## ميزوري
تولى الحاكم مايك بارسون منصبه في 1 يونيو 2018 بعد استقالة إريك غريتنس، وانتخب لفترة كاملة في انتخابات حاكم ميزوري 2020 بنسبة 57.2% من الأصوات. نظرًا لأن بارسون خدم أكثر من عامين من ولاية غريتنس، فإنه سيكون محدود المدة بموجب دستور ميزوري في 2024 ولا يمكنه الترشح لولاية كاملة ثانية. فاز نائب الحاكم الحالي مايك كيهو بترشيح الحزب الجمهوري بنسبة 39% من الأصوات، متغلبًا على عضو مجلس الشيوخ بيل إيجيل ووزير الدولة جاي آشكروفت. وفي الانتخابات التمهيدية الديمقراطية، فازت كريستال كواد، زعيمة الأقلية في مجلس النواب في ميزوري، بالترشيح.

## مونتانا
انتخب غريغ جيانفورت في انتخابات حاكم مونتانا 2020 بنسبة 54.4% من الأصوات. وهو يترشح لإعادة الانتخاب وقد هزم النائب تانر سميث في الانتخابات التمهيدية.
فاز رجل الأعمال رايان بوسي بترشيح الحزب الديمقراطي وسيواجه جيانفورت في الانتخابات العامة.

## نيوهامبشير
فاز كريس سونونو، حاكم نيوهامبشير، بإعادة انتخابه لفترة رابعة في انتخابات حاكم نيوهامبشير 2022. ومع ذلك، في 19 يوليو 2023، أعلن أنه لن يسعى لإعادة الانتخاب. فازت كيلي أيوت، السناتور السابقة، بترشيح الحزب الجمهوري، متغلبة على تشاك مورس، عضو مجلس الشيوخ السابق في نيوهامبشير.
في الانتخابات التمهيدية الديمقراطية، فازت جويس كريغ، عمدة مانشستر السابقة، بترشيح الحزب الديمقراطي بعد أن هزمت سند وورمينغتون، عضو المجلس التنفيذي في نيوهامبشير.

## كارولاينا الشمالية
أعيد انتخابه الحاكم روي كوبر لفترة ثانية في 2020 بنسبة 51.5% من الأصوات. سيكون محدود المدة بموجب دستور ولاية كارولاينا الشمالية في عام 2024 ولا يمكنه الترشح لولاية ثالثة متتالية. هزم النائب العام جوش شتاين القاضي السابق في المحكمة العليا للولاية مايكل مورغان للحصول على ترشيح الحزب الديمقراطي، بينما هزم نائب الحاكم مارك روبنسون أمين الخزينة دايل فولويل للحصول على ترشيح الحزب الجمهوري.

## يوتا
انتخب الحاكم سبنسر كوكس في 2020 بنسبة 63% من الأصوات وهو يسعى لإعادة انتخابه لفترة ثانية. فاز في الانتخابات التمهيدية للحزب الجمهوري على النائب المحافظ فيل ليمان ليكون المرشح.
من جهة أخرى، فاز النائب براين كينغ بترشيح الحزب الديمقراطي دون منافسة.

## داكوتا الشمالية
أعيد انتخاب الحاكم دوغ بورغوم لفترة ثانية في 2020 بنسبة 65.8% من الأصوات. قام الناخبون في انتخابات نوفمبر 2022، بتعديل دستور داكوتا الشمالية لوضع حد لفترتين، مدة كل منهما أربع سنوات، للحكام الذين يتم تنصيبهم بعد تاريخ سريان التعديل في 1 يناير 2023. وبما أن بورغوم تم تنصيبه قبل تاريخ سريان التعديل، فإنه ظل مؤهلاً للترشح لولاية ثالثة. في البداية، ترشح بورغوم للحصول على ترشيح الحزب الجمهوري في الانتخابات الرئاسية الأمريكية 2024، لكنه انسحب قبل الانتخابات التمهيدية. في 22 يناير 2024، أعلن أنه لن يسعى لإعادة انتخابه كحاكم. فاز عضو الكونغرس كيلي أرمسترونغ بترشيح الحزب الجمهوري وهزم نائب الحاكم تامي ميلر.
من جهة أخرى، فاز السيناتور في ولاية داكوتا الشمالية ميريل بيبكورن بترشيح الحزب الديمقراطي دون منافسة.

## فيرمونت
فاز الحاكم فيلي سكوت بإعادة انتخابه لفترة رابعة مدتها عامين في 2022. نظرًا لأن فيرمونت لا تملك حدودًا لفترات الحاكم في دستورها، فهو مؤهل للترشح لإعادة انتخابه لفترة خامسة في عام 2024، وقد أعلن أنه سيفعل ذلك. فاز سكوت بالانتخابات التمهيدية في 12 أغسطس دون منافسة وسيواجه المعلمة إستير تشارليستين في الانتخابات العامة.

## الملاحظات
1. ↑  تولى بارسون منصبه في عام 2018 بعد استقالة سلفه (إريك غريتنس)، وانتُخبه لاحقًا في 2020 Missouri gubernatorial election.
2. ↑  انتُخب الحاكم جيم جاستس في الأصل كديمقراطي قبل أن يعود إلى الجمهوري في عام 2017. فاز جاستس بإعادة الانتخاب كجمهوري في عام 2020.[11]
3. ↑  ينتخب حاكم ساموا الأمريكية على أساس غير حزبي، رغم أن الأفراد ينتمون إلى أحزاب وطنية. في حالة ماوغا، هذا مع الحزب الديمقراطي.
4. ↑  بيرلويزي ينتمي إلى الحزب الديمقراطي على المستوى الوطني.